# Copa Libertadores 2020
De Copa Libertadores de América 2020 was de 61ste editie van de  Copa Libertadores, een jaarlijks voetbaltoernooi voor clubs uit Latijns-Amerika, georganiseerd door de CONMEBOL. Sinds 2014 is de officiële naam van het toernooi de  Copa Bridgestone Libertadores. Het toernooi stond gepland van 21 januari tot en met 31 januari 2021. Het toernooi werd op 12 maart 2020 na de 2e speeldag in de groepsfase gestaakt door de uitbraak van het Coronavirus, het toernooi werd op 15 september 2020 weer hervat met de 3e speeldag in de groepsfase, met de geplande finale op 30 januari 2021.

## Programma
De kalender is als volgt.
| Fase          | Loting                                  | 1e wedstrijd | 2e wedstrijd |
| ------------- | --------------------------------------- | --- | --- |
| 1e voorronde  | 23 december 2019                        | 21–22 januari 2020 | 28–29 januari 2020 |
| 2e voorronde  | 23 december 2019                        | 4–6 februari 2020 | 11–13 februari 2020 |
| 3e voorronde  | 23 december 2019                        | 18–20 februari 2020 | 25–27 februari 2020 |
| Groepsfase    | 23 december 2019                        | Speeldag 1: 3–5 maart 2020 speeldag 2: 10–12 maart 2020 Speeldag 3: 15–17 september 2020 (eigenlijk 17–19 maart 2020) speeldag 4: 22–24 september 2020 (eigenlijk 7–9 april 2020) Speeldag 5: 29 september – 1 oktober 2020 (Eigenlijk 21–23 april 2020) Speeldag 6: 20–22 oktober 2020 (eigenlijk 5–7 mei 2020) | Speeldag 1: 3–5 maart 2020 speeldag 2: 10–12 maart 2020 Speeldag 3: 15–17 september 2020 (eigenlijk 17–19 maart 2020) speeldag 4: 22–24 september 2020 (eigenlijk 7–9 april 2020) Speeldag 5: 29 september – 1 oktober 2020 (Eigenlijk 21–23 april 2020) Speeldag 6: 20–22 oktober 2020 (eigenlijk 5–7 mei 2020) |
| Laatste 16    | 23 oktober 2020 (eigenlijk 13 mei 2020) | 24–26 november & 2 december 2020 (eigenlijk 21–23 juli 2020) | 1–3 & 9 december 2020 (oeigenlijk 28–30 juli 2020) |
| Kwartfinales  | 23 oktober 2020 (eigenlijk 13 mei 2020) | 8–10 & 16 december 2020 (eigenlijk 18–20 augustus 2020) | 15–17 & 23 december 2020 (eigenlijk 25–27 augustus 2020) |
| Halve finales | 23 oktober 2020 (eigenlijk 13 mei 2020) | 5–7 januari 2021 (eigenlijk 22–24 september 2020) | 12–14 januari 2021 (eigenlijk 29 september – 1 oktober 2020) |
| Finale        | 23 oktober 2020 (eigenlijk 13 mei 2020) | 31 januari 2021 (Eigenlijk op 21 november 2020) in het Maracanã, Rio de Janeiro | 31 januari 2021 (Eigenlijk op 21 november 2020) in het Maracanã, Rio de Janeiro |

## Teams
De volgende 47 teams uit de 10 aangesloten landen van de CONMEBOL namen deel aan het toernooi :
- Winnaar van de Copa Libertadores 2019
- Winnaar van de Copa Sudamericana 2019
- Brazilië : 7 deelnemers
- Argentinië: 6 deelnemers
- Alle andere aangesloten bonden: 4 deelnemers elk

De fase van instroming is als volgt:
- Groepsfase: 28 teams
  - Winnaar Copa Libertadores
  - Winnaar Copa Sudamericana
  - De Nummers 1 t/m 5 uit  Argentinië en Brazilië
  - De Nummers 1 t/m 2 uit  alle andere aangesloten bonden
- 2e voorronde: 13 teams
  - De Nummers 6 en 7 uit Brazilië
  - De Nummer 6 van  uit Argentinië
  - De Nummers  3 en 4 uit  Chili en Colombia
  - De nummers 3 uit alle andere aangesloten bonden
- 1e voorronde: 6 teams
  - De nummers 4 uit Bolivia, Ecuador, Paraguay, Peru, Uruguay en Venezuela

## Kwalificatie

### 1e voorronde
| Team 1   | Tot. | Team 2                    | 1e wedstr. | 2e wedstr. |
| -------- | ---- | ------------------------- | ---------- | ---------- |
| San José | 0-5  | Guaraní                   | 0-1        | 0-4        |
| Carabobo | 1-2  | Universitario de Deportes | 1-1        | 0-1        |
| Progreso | 1-5  | Barcelona                 | 0-2        | 1-3        |

### 2e voorronde
| Team 1                 | Tot.         | Team 2            | 1e wedstr. | 2e wedstr. |
| ---------------------- | ------------ | ----------------- | ---------- | ---------- |
| Universitario          | 1–2          | Cerro Porteño     | 1-1        | 0-1        |
| Cerro Largo            | 2–6          | Palestino         | 1-1        | 1-5        |
| Independiente Medellín | 4–2          | Deportivo Táchira | 4-0        | 0-2        |
| Macará                 | 0–2          | Deportes Tolima   | 0-1        | 0-1        |
| Universidad de Chile   | 0–2          | Internacional     | 0-0        | 0-2        |
| The Strongest          | 2–2 (5-6 np) | Atlético Tucumán  | 2-0        | 0-2        |
| Guaraní                | 2-2 (U)      | Corinthians       | 1-0        | 1-2        |
| Barcelona              | 5-2          | Sporting Cristal  | 4-0        | 1-2        |

### 3e voorronde
De 2 beste verliezers van deze ronde plaatsen zich voor de 2e ronde van de Copa Sudamericana in 2020.
| Team 1                 | Tot.         | Team 2           | 1e wedstr. | 2e wedstr. |
| ---------------------- | ------------ | ---------------- | ---------- | ---------- |
| Barcelona              | 5–0          | Cerro Porteño    | 1-0        | 4-0        |
| Palestino              | 1–3          | Guaraní          | 0-1        | 1-2        |
| Independiente Medellín | 1–1 (4-2 np) | Atlético Tucumán | 1-0        | 0-1        |
| Deportes Tolima        | 0–1          | Internacional    | 0-0        | 0-1        |

## Groepsfase
De top 2 van elke groep plaatst zich voor de laatste 16 , terwijl de acht nummers 3 zich plaatsen voor de Copa Sudamericana 2020

## Hoofdtoernooi
In de knock-out fase speelden de teams twee keer tegen elkaar, zowel uit als thuis. De finale bestond uit één wedstrijd gespeeld op neutraal terrein.

### Laatste 16
| Team 1                  | Tot.         | Team 2            | 1e wedstr. | 2e wedstr. |
| ----------------------- | ------------ | ----------------- | ---------- | ---------- |
| Guaraní                 | 0–4          | Grêmio            | 0-2        | 0-2        |
| Independiente del Valle | 0–0 (2-4 np) | Nacional          | 0-0        | 0-0        |
| Delfín                  | 1–8          | Palmeiras         | 1-3        | 0-5        |
| Internacional           | 1–1 (4-5 np) | Boca Juniors      | 0-1        | 1-0        |
| Racing                  | 2–2 (5-3 np) | Flamengo          | 1-1        | 1-1        |
| Libertad                | 5–1          | Jorge Wilstermann | 3-1        | 2-0        |
| Athletico Paranaense    | 1–2          | River Plate       | 1-1        | 0-1        |
| LDU Quito               | 2–2 (u)      | Santos            | 1-2        | 1-0        |

### Kwartfinales
| Team 1      | Tot. | Team 2       | 1e wedstr. | 2e wedstr. |
| ----------- | ---- | ------------ | ---------- | ---------- |
| Grêmio      | 2–5  | Santos       | 1-1        | 1-4        |
| River Plate | 8–2  | Nacional     | 2-0        | 6-2        |
| Libertad    | 1–4  | Palmeiras    | 1-1        | 0-3        |
| Racing      | 1–2  | Boca Juniors | 1-0        | 0-2        |

### Halve finales
| Team 1       | Tot. | Team 2    | 1e wedstr. | 2e wedstr. |
| ------------ | ---- | --------- | ---------- | ---------- |
| Boca Juniors | 0-3  | Santos    | 0-0        | 0-3        |
| River Plate  | 2-3  | Palmeiras | 0-3        | 2-0        |

### Finale
|                               |             |     |        |                                                                                |
| 30 januari 2021 17:00 (UTC-3) | Palmeiras   | 1-0 | Santos | Maracanã, Rio de Janeiro Toeschouwers: 10.000 Scheidsrechter: Patricio Loustau |
| 30 januari 2021 17:00 (UTC-3) | Breno 90+9' |     |        | Maracanã, Rio de Janeiro Toeschouwers: 10.000 Scheidsrechter: Patricio Loustau |